# Sebastian Franck
Sebastian Franck (ur. 20 stycznia 1499 w Donauwörth, zm. ok.1542 w Bazylei) – niemiecki pisarz, wolnomyśliciel i teozof. Autor zbioru przysłów z 1541.

## Życiorys
W 1524 roku otrzymał święcenia kapłańskie w Augsburgu. W 1527 r. przeszedł na luteranizm i rozpoczął pracę kaznodziejską w okolicach Norymbergi. Jednak niedługo po tym zaczął odsuwać się od wszelkich zorganizowanych form religii, opowiadając się za chrześcijaństwem bezwyznaniowym. Pracował wówczas jako mydlarz w Esslingen am Neckar, a w 1533 roku założył drukarnię w Ulm, skąd wygnany, przeniósł się w 1539 do Bazylei, gdzie zmarł.
Był potępiany m.in. przez Marcina Lutra, Jana Kalwina.
W stworzonej przez siebie myśli zaczerpnął wiele elementów z luteranizmu, anabaptyzmu, z najsilniejszym jednakże pierwiastkiem panteizmu i spirytualizmu oraz odniesieniami do neoplatonizmu, racjonalizmu i naturalizmu.
Uważał, że Bóg zamieszkuje wszelkie istoty, określał Jego obecność w nich jako tzw. ducha wewnętrznego, Chrystusa wewnętrznego, słowo wewnętrzne, siłę. Chrystusa historycznego uważał za wcielenie Boga, który pozostawił ludziom Pismo Święte, określane przez niego mianem słowa zewnętrznego. Uważał, że duch, słowo wewnętrzne jest najważniejsze, stanowi podstawę świata realnego, a słowo zewnętrzne jest jedynie przypomnieniem, wzmocnieniem, ułatwieniem dla znalezionego ukrytego w nim, a przez to i w sobie, słowa wewnętrzne, miłości, które posiadają wszyscy, łącznie z poganami. Odrzucał wszelkie zewnętrzne, według niego, przejawy religijności, np. sakramenty, nauczanie, nie uznawał instytucji kościelnych. Żądał całkowitej wolności sumienia. Swoje poglądy wyraził w wielu opublikowanych dziełach, w których uwidoczniły się jego talent pisarski, niezwykła erudycja i odwaga nieskrępowanego myślenia.

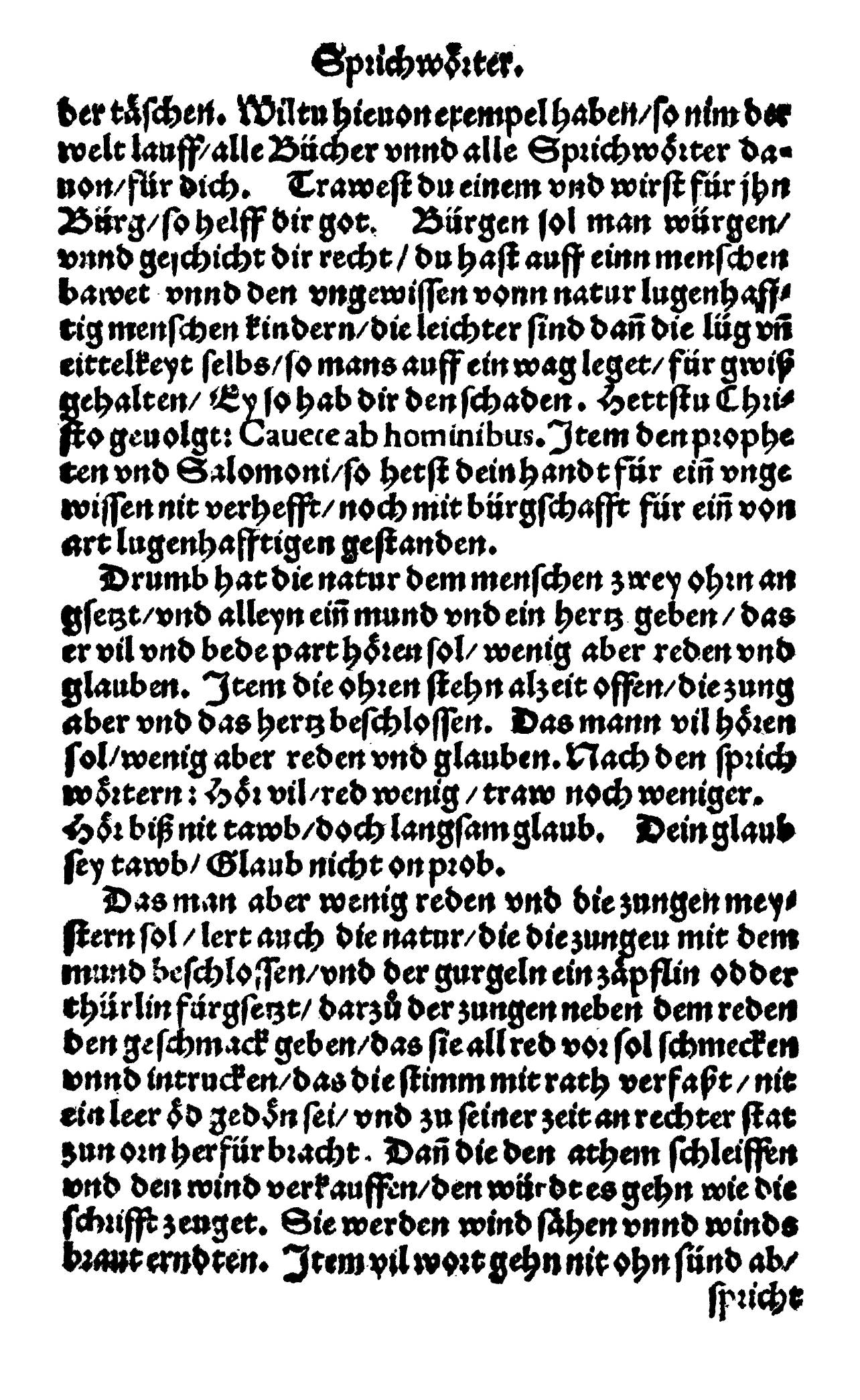
Sprichwörter, schöne, weise, herrliche Klugreden, 1541.

## Twórczość
- "Von dem greulichen Laster der Trunkenheit" (1528)
- "Von der Erkenntnis des Guten und des Bösen" (1530)
- "Chronika und Beschreibung des Türkei aus der Hand eines 22 Jahre in türkischer Gefangenschaft gewesenen Siebenbürgers" (1530)
- Chronika, Zeitbuch und Geschichtbibel mit Ketzerchronik (1531)
- "Lob der Torheit" (Übersetzung des Werkes des Erasmus von Rotterdam) (1534)
- "Weltbuch, Spiegel und Bildnis des ganzen Erdbodens" (1534)
- "Paradoxa" (1534)
- "Germaniae chronicon" (1538)
- "Die guldin Arch" (1538)
- "Verbütschiert Buch" ("Versiegeltes Buch") (1539)
- "Das Kriegsbüchlein des Friedens wider den Krieg" (1539)
- "Sprichwörter" (1541)